# Alfonso Scalzone
Alfonso Scalzone (* 11. Juni 1996 in Neapel) ist ein italienischer Ruderer und Weltmeister 2018 im Leichtgewichts-Zweier ohne Steuermann.

## Karriere
Scalzone gab sein internationales Debüt im Leichtgewichts-Doppelvierer bei der U23-Weltmeisterschaft 2016. Gemeinsam mit Edoardo Buoli, Davide Magni und Gabriel Soares gewann er die Bronzemedaille hinter den Booten aus Großbritannien und Deutschland. Zur Saison 2017 wechselte er mit Giuseppe Di Mare in den Leichtgewichts-Zweier ohne Steuermann. Gemeinsam gewannen die beiden bei den Europameisterschaften hinter den Iren und Russen die Bronzemedaille. Anschließend starteten sie auch bei der U23-Weltmeisterschaft, wo sie vor den Booten aus der Türkei und Irland den Titel gewannen. Im September starteten sie auch noch bei der Weltmeisterschaft in Sarasota-Bradenton. Dieses Mal konnten sie sich vor den Russen platzieren und hinter den Iren die Silbermedaille gewinnen. 2018 startete er mit Gabriel Soares beim zweiten Ruder-Weltcup der Saison in Luzern als zweites italienisches Boot im Leichtgewichts-Doppelzweier. Sie fuhren als dritte im B-Finale über die Ziellinie und schlossen damit den Wettbewerb auf Platz neun ab. Bei den U23-Weltmeisterschaften gewannen die beiden mit 37/100 Rückstand hinter den Spaniern die Silbermedaille. Zum Saisonabschluss stieg er wieder mit Giuseppe Di Mare in den Leichtgewichts-Zweier ohne Steuermann. Gemeinsam gewannen die beiden den Titel bei den Weltmeisterschaften in Plowdiw.
Mit Catello Amarante, Lorenzo Fontana und Gabriel Soares gewann er 2019 den Titel bei den Europameisterschaften im Leichtgewichts-Doppelvierer vor den Niederländern und den Franzosen. Beim zweiten Weltcup in Posen kam Niels Torre für Lorenzo Fontana ins Boot. In der neuen Besetzung gelang es ihnen, den Weltcup zu gewinnen. In derselben Besetzung wie bei den Europameisterschaften gingen sie bei den Weltmeisterschaften an den Start. Nach dem Sieg im Halbfinale gewannen sie im A-Finale die Silbermedaille hinter den Chinesen. 2020 wechselte er in die offene Gewichtsklasse und ging bei den Europameisterschaften im italienischen Achter an den Start. Zusammen mit Matteo Della Valle, Salvatore Monfrecola, Emanuele Gaetani Liseo, Aniello Sabbatino, Mario Paonessa, Davide Mumolo, Leonardo Pietra Caprina und Enrico D’Aniello belegte er den vierten Platz.

## Internationale Erfolge
- 2016: Bronzemedaille U23-Weltmeisterschaften im Leichtgewichts-Doppelvierer
- 2017: Bronzemedaille Europameisterschaften im Leichtgewichts-Zweier ohne Steuermann
- 2017: Goldmedaille U23-Weltmeisterschaften im Leichtgewichts-Zweier ohne
- 2017: Silbermedaille Weltmeisterschaften im Leichtgewichts-Zweier ohne
- 2018: Silbermedaille U23-Weltmeisterschaften im Leichtgewichts-Doppelzweier
- 2018: Goldmedaille Weltmeisterschaften im Leichtgewichts-Zweier ohne
- 2019: Goldmedaille Europameisterschaften im Leichtgewichts-Doppelvierer
- 2019: Silbermedaille Weltmeisterschaften im Leichtgewichts-Doppelvierer
- 2020: 4. Platz Europameisterschaften im Achter

## Privates
Alfonso Scalzone ist der Neffe von Angelo Scalzone, der bei den Olympischen Spielen 1972 im Trap Olympiasieger wurde.